# Graphopathologie
Il faut distinguer la graphologie qui est l'étude de la personnalité par l'interprétation de l'écriture de la graphopathologie ou étude des écritures dites spéciales, à la suite de déformations d'ordre moteur ou mental. Les troubles se répercutant sur l'écriture sont nombreux.

## Histoire
Le précurseur de l'utilisation médicale des différentes données de l'écriture fut le Dr Marcé de l'hôpital de Bicètre. En 1860, il publie une monographie intitulée De la valeur des écrits des aliénés au point de vue de la sémiologie et de la médecine légale.
Avec les progrès des moyens diagnostiques, les médecins se sont progressivement moins intéressés aux déformations spécifiques de l'écriture entraînées par des états pathologiques. Mais, pendant longtemps, on a fait écrire le malade admis à l'hôpital.
Les études de la physiologie de l'écriture ont commencé dans les années 1930 sous la direction d'un neurologue belge (H. Callewaert). L'écriture est une action à la fois motrice et intellectuelle. Il n'existe pas, comme pour le langage, une aire cérébrale de l'écriture ; mais l'Imagerie par résonance magnétique a permis de visualiser des centres cérébraux qui régissent les mouvements de l'écriture et de la latéralisation. La latéralité manuelle ou « manualité » (d'après l'anglais « handeless ») est déterminée au moment de l'apprentissage du langage. C'est pourquoi il n'est plus conseillé d'obliger les gauchers à écrire de la main droite, sachant que l'on risque de contrarier aussi les aires sensorimotrices et d'entraîner des dyslexies.

## Graphodiagnostic
Si les médecins ne s'y intéressent désormais que marginalement, les experts près les Tribunaux se sont chargés de développer la discipline. On a défini les critères du graphodiagnostic. Les observations doivent porter sur les aspects moteurs de l'écriture, mais aussi sur le contenu (organisation du discours), auxquels s'ajoute une étude technique du trait, qui permet de repérer les déformations et de procéder à des mesures à l'aide d'un matériel approprié : typomètre, loupe, palpeur de rugosité de surface, rapporteur électronique, voire microscope.
Le tremblement est l'une des causes les plus fréquentes de déformation de l'écriture. L'expert averti peut repérer facilement le tremblement simulé (par exemple d'un faux testament...) "Le forgeur tremble plus au commencement qu'à la fin des mots, à l'inverse des tremblements pathologiques qui s'accroissent avec l'avancement de l'écrit". 

### Causes de tremblement de l'écriture
Certaines anomalies graphiques caractéristiques sont connues, comme la micrographie associée au tremblement de Parkinson. D'autres déformations de l'écriture dans cette maladie sont moins connues alors qu'elles permettent d'orienter le diagnostic dès le début de la maladie. "L'écriture est micrographique, caractérisée par un tremblement horizontal en hachure, respectant la forme de la lettre, avec une réduction des diamètres (lettres à ove), traits informes jetés en tous sens, mêlés de taches et de stases d'encre (l'acte d'écrire est difficile)." À l'inverse, la maladie de Parkinson postencéphalique, telle qu'elle a été observée après la grippe espagnole de 1918-1919, ne donne pas de micrographie.
La maladie d'Alzheimer entraîne des déformations à type d'écriture en vague, en sinusoïde; la personne ne tient pas la ligne. Plus la maladie est avancée, plus les vagues sont marquées, jusqu'au moment où le sujet ne peut plus écrire.
Beaucoup d'affections organiques sont repérables dans l'écriture. On peut citer l'exemple de la sclérose en plaques (ataxie, blocages du trait, tremblement intentionnel...) ou de la dépression (direction descendante des lignes, pression légère, espaces irréguliers, chute molle des finales...)
La "crampe de l'écrivain" est, en fait, une dystonie, qui oblige parfois le scripteur à renoncer à écrire et il finit par écrire de l'autre main.
Les intoxications d'origines variées agissent sur le système nerveux et modifient aussi l'écriture. L'intoxication caféique peut entraîner "de légères torsions et un tremblement fin". L'intoxication tabagique est associée à un tracé "inhibé, saccadé et très légèrement tremblé".
"Pour la détermination de l'alcoolémie l'étude de l'écriture est aussi précise que l'éthylomètre". Au-delà de 1,50 g/l, on ne peut plus écrire correctement."L'ivresse alcoolique chronique est marquée par des mouvements ataxiques et une augmentation du calibre de l'écriture. Chez l'alcoolique chronique, le tremblement transmis à l'écriture est fin, rapide, longitudinal et à oscillations moyennes d'une fréquence de 6 à 8 par seconde. L'atteinte extrapyramidale des traitements aux neuroleptiques entraîne une micrographie.
Signalons que la graphothérapie ou rééducation des dysgraphies, repose sur trois principes : la discipline du geste, la correction motrice éducative et l'autosuggestion du contenu que l'on désire développer chez le patient en rééducation. il est possible d'aider par exemple les parkinsoniens de cette manière. 
Analyse du texte et organisation du discours
Le problème de l'insanité d'esprit au sens de l'article 901 du Code Civil rentre dans le cadre général de l'approche qualitative (diagnostic graphique) de l'expertise clinique judiciaire. Il trouve des applications intéressant des états pathologiques divers et plus particulièrement les maladies de l'esprit.
Ce type de problème se pose notamment en matière de testament, dans le cadre d'une procédure de vérification d'écritures (principale ou incidents) ou d'une inscription en faux. D'une manière générale, compte tenu du contexte et de la rareté de ce genre de mission, l'expertise est toujours difficile et délicate.
Les principales causes de l'insanité d'esprit se répartissent en trois groupes :
- causes psychiques ou mentales (démences avec perte de mémoire, oligophrénie, passions violentes)
- causes physiques (âge, maladie, altération des facultés corporelles)
- causes externes (alcoolisme, toxicomanie, hypnotisme)
La difficulté réside dans le fait de savoir si le trouble mental affectant un disposant apparaît suffisamment grave et important pour priver l'intéressé de tout discernement par une altération de ses facultés intellectuelles au moment de la rédaction du document.
Pour cela, il faut rechercher les anormalités d'idées dont voici les plus courantes :
- incohérence, absurdité des idées, inconscience de situation (état de démence, paralysie générale, etc.)
- idées bizarres ou délirantes (complexe de persécution, mélancolie)
- récits imaginaires amplifiés ou dramatisés (hystérie)
- style incorrect et fautes de syntaxe (état confusionnel, démence)
- fautes d'orthographe par omission répétition, substitution, barbarisme, oubli des mots (agraphie amnésique)
- mots inachevés, se rapprochant ou s'écartant les uns des autres (cécité, troubles visuels, hystérie)
- etc.

## Sources